# 로이 콥
로이 콥(Roy Cobb, 1914년 ~ 1990년) 이병은 미국 육군 101 공수 사단 506 낙하산 보병 연대 이지 중대에서 제2차 세계 대전에 참전한 군인이다. 로이 콥은 10부작 텔레비전 미니시리즈 밴드 오브 브라더스에서 미국의 배우 크레이크 히니가 연기했다.
콥은 장교를 폭행한 이후로 진급되지 않았다. 밴드 오브 브라더스에서 콥은 매우 사납고 냉소적인 인물로 그려지고 있는데, 이것은 아마 오랫동안 군대에 몸을 담고 있으면서도 단 한번도 진급이 되지 않은 것에 기인한 것으로 보인다.
노르망디에 강하할 때 콥은 비행기 안에서 부상을 입어서 강하하지 못했다. 콥은 이후 이지 중대가 노르망디에서 돌아온 다음, 다시 라인 강을 건너는 많은 다리를 점령하기 위해 네덜란드에 강하할 때 합류하였다. 이 공수 작전은 연합군의 실패한 작전 중 하나인 마켓 가든 작전의 일환이었다.
콥은 벌지 전투와 헤게나우(헤게나우에선 작전에서보트가 미끄러짐)에서도 전투에 참여하였다.

## 같이 보기
- 미국 506 낙하산 보병 연대 E 중대
- 밴드 오브 브라더스